# Prelaz Doču La
Prelaz Doču La je gorski prelaz v Himalaji v Butanu na cesti od Thimphuja do Punakhe, kjer je Aši Dordži Vangmo Vangčuk, najstarejša kraljica mati, zgradila 108 spominskih čortenov ali stup, znanih kot Druk Vangjal čorten.  Poleg čortenov je samostan, imenovan Druk Vangjal Lhakhang (tempelj), zgrajen v čast četrtemu Druku Gjalpu (vodja države Butan), Džigme Sinjye Vangčuk, odprt teren na njegovem dvorišču je prizorišče letnega festivala Doču La Druk Vangjel.  Prelaz s 108 spominskimi čorteni je v bližini prvega kraljevega botaničnega parka v državi. 

## Geografija
Prelaz leži na nadmorski višini 3100 metrov (omenjenih je tudi 3140 metrov in 3150 metrov) na cesti vzhod-zahod od Thimpuja do Punakhe in naprej proti vzhodu v Himalaji sredi vzhodnih himalajskih snežnih gora.  Vzhodno od prelaza so vidni sneženi gorski vrhovi, med njimi je Mt. Masanggang s 7158 metri, ki je najvišji vrh Butana, znan v lokalnem jeziku kot Gangkhar Puensum.  Cesta vzhodno od prelaza poteka nekaj časa strmo in nato zavije levo proti dolini Punakha do Punakha dzonga, v Punakhe (stara prestolnica Butana), ki stoji na sotočju dveh rek. Nadalje proti vzhodu cesta doseže  Vangdue Phodrang, kjer je na grebenu samostan iz 7. stoletja, po dolini pa teče reka Punatsangchu. Prelaz je bil del starodavnih poti ali stez, kot je Pot narave Dochu La (1,2 km), ki se začne pri kavarni na Dochu La in se sreča s sedanjo cesto pri Lamperiju in Starodavna pot Lumitsava (4,7 km), ki se priključi glavni cesti pri Lumitsavi. Obe poti sta del prvotne poti.
Vreme na prelazu na običajno megleno in hladno. Vendar pa je med oktobrom in februarjem mogoče videti panoramske poglede na butansko Himalajo.
Gozdni pokrov na pobočjih prelaza sestavljajo ciprese. Pobočja okoli hriba so obdana z obilico pisanih verskih zastav, ki so jih budistični ljudje obesili kot znak čaščenja. Zastave, izdelane v petih barvah, ki predstavljajo naravne sile - modra (nebo), bela (oblaki), rdeča (ogenj), zelena (voda) in rumena (zemlja) - so popisane z budističnimi molitvami iz svetih spisov za uresničitev blaginje in miru po vsej državi.  Po festivalu Losar v februarju, ki označuje butansko novo leto in ko se sneg stopi, prelaz zagotavlja spektakel številnih vrst cvetja, kot so Primal Denticulata, Primula Garcilipes in v naslednjem mesecu cvetijo v obilju rododendroni. . V tem obdobju cvetijo tudi Magnolia campbellii. Še ena dišeča rastlina, ki jo ljudje uživajo, je Daphne, majhen grm, ki cveti z belimi cvetovi sredi številnih molilnih zastav, ki so pritrjene na pobočjih. Lubje te rastline se uporablja za izdelavo papirja, ki je tradicionalen papir za pisanje verskih spisov, saj je brez termitov. 

## Znamenitosti
Znamenitosti okrog prelaza so: 108 Druk Vangjal Khang Zhang čortenov ali stup, Druk Vangjal Lhakhang (tempelj) in vrt z rododendroni, ki je del 47 km2 Kraljevega botaničnega parka.

### Druk Wangyal Khang Zhang čorteni
Druk Vangjal Khang Zhang čorteni imajo rdeč pas ali khangzang chortens, 108 po številu, zgrajeni v osrednjem griču na prelazu, pod pokroviteljstvom kraljice Aši Dordži Vangmo Vangčuk. V lokalnem jeziku se imenujejo gYul Las rNampar Gyal wai' chortens ali 'čorteni zmage'. Zgrajeni so bili kot spomenik v čast butanskih vojakov, ki so bili ubiti v bitki proti asamskim upornikom iz Indije decembra 2003. To še posebej zaznamuje zmago kralja Džigme Singje Vangčuka, ki je pobegnil upornikom iz njihovih taborišč (tam je bilo 30 taborišč) na ozemlju Butana, od koder so napadli indijsko ozemlje Assam. Po vojni se je kralj 28. decembra 2003 vrnil v Thimphu in na takrat je bilo zgrajenih 108 čortenov. Dokončani so bili sredi junija 2004 in uradno posvečeni in blagoslovljeni z verskimi obredi, ki so potekali 19. in 20. junija. 
Čorteni so zgrajene v treh slojih, prva najnižja plast jih ima petinštirideset, druga šestintrideset in zgornji sloj sedemindvajset zgrajeni okoli glavnega čortena. Gradnja je potekala po versko urejenih ritualnih postopkih. Ko je višina ćortena dosegla 1 m, so v centru vkopali zemeljsko jamo, v jamo pa simbolično darovali zrnje in bronasto posodo z maslom. Na naslednji stopnji, ko se je višina čortenov povečala, so bile pokopane podobe budističnih bogov, narejenih iz gline, napolnjeni s papirji z molitvami. V naslednji fazi, ki se šteje za "vitalno fazo", je bila pri postavitvi čortena določitev sokšinga, ki pomeni 'drevo življenja čortena'. Sokšing, za katerega se domneva, da zagotavlja povezavo med nebom in zemljo znotraj čortena, je v obliki dolgega kvadratnega lesenega droga, izdelanega iz brina, ki ga je naredil posameznik, ki ima ustrezne astrološke lastnosti. Drog je bil pobarvan z rdečo barvo in popisan s sveto pesmijo in zvezan z verskimi pripomočki, kot so pozlačene podobe bogov, molilni zvonci, majhne glinene stupe, pa tudi dragi kamni in nakit. Sokšing je bil nato ovit s svileno krpo in pritrjen v delno zgrajen čorten na ugoden dan.

### Druk Wangyal Lhakhang
Po dokončanju čortenov se je junija 2008 končala tudi gradnja templja, znanega kot Druk Wangyel Lhakhng, z ozadjem "nedotaknjenega" gozda in snegom pokritih himalajskih gora. Zgrajen je bil kot spomenik ob praznovanju 100 letnice monarhije v Butanu. Slike na temo butanske zgodovine krasijo zidove templja. Nekateri murali so karikirane. Nekaj slik se nanaša na četrtega kralja, ki se bori z indijskimi uporniki v gozdu, menihe s prenosnim računalnikom in letala Druk Air. Zdi se, da je to »butanska fuzija 21. in 15. stoletja«.

### Doču La Wangyal festival
Doču La Druk Wangyel tšeču je festival, ki poteka vsako leto 13. decembra na prizorišču na prelazu Doču La. Ta festival je bil ustanovljen leta 2011 v spomin na zmago četrtega Druk Gjalpa in oboroženih sil leta 2003. Poseben tšeču je za to priložnost sestavil Dasho Karma Ura, ki je vključeval kostumirane plesne maske. 